# Daniel Oliveira
Daniel Rolim Oliveira (Salvador, Brasil, 12 de julio de 1985) es un piloto de rallyes profesional que compite en el Campeonato Europeo de Rally y en el Campeonato Mundial de Rally.

## Trayectoria
Comenzó compitiendo en karting modalidad en la que consiguió dos campeonatos y un subcampeonato a nivel estatal. En 2009 participó en el Campeonato Argentino de rally a bordo de un Subaru Impreza STI integrado en el equipo Baratec.
En 2010 participó en el Intercontinental Rally Challenge pilotando un Peugeot 207 S2000 preparado por Stohl Racing. En el año 2011 dio el salto al Campeonato Mundial de Rally con un World Rally Car. En 2012 siguió compitiendo en este último campeonato. En el año 2013 participa en el renovado Campeonato Europeo de Rally a bordo de un Ford Fiesta RRC del equipo Brazil WRT.